# Trung tâm kiểm soát và phòng ngừa dịch bệnh (Hoa Kỳ)
Trung tâm kiểm soát và phòng ngừa dịch bệnh Hoa Kỳ hay Trung tâm phòng chống dịch bệnh Hoa Kỳ (tiếng Anh: Centers for Disease Control and Prevention, viết tắt là CDC) là một cơ quan thuộc Bộ Y tế và Dịch vụ Nhân sinh Hoa Kỳ có trụ sở tại quận DeKalb, Georgia, Hoa Kỳ.Nhiệm vụ của CDC là thực hiện công tác y tế công cộng và an toàn thông qua việc cung cấp thông tin giúp nâng cao sức khỏe cùng với các bộ trong liên bang Hoa Kỳ và các tổ chức khác. CDC tập trung vào việc phát triển và ứng dụng hệ thống phòng ngừa và kiểm soát bệnh tật (nhất là bệnh truyền nhiễm), sức khỏe môi trường, y tế nghề nghiệp, nói chung là các hoạt động ngăn ngừa các căn bệnh và giáo dục y tế phổ quát giúp nâng cao sức khỏe người dân Hoa Kỳ.

## Lịch sử
Ngày 1 tháng 7 năm 1946, Trung tâm bệnh lây được thành lập với tư cách là một nhánh của Bộ Y tế và Dịch vụ Nhân sinh Hoa Kỳ và đặt trụ sở tại Atlanta, tiểu bang Georgia, từng là trung tâm phòng chống sốt rét. Cơ quan này bắt nguồn từ một cơ quan trong thời chiến, là cơ quan phòng chống sốt rét tại các khu vực chiến sự.
Với ngân sách ban đầu lúc đó khoảng 1 triệu $, 59% nhân sự cơ quan tham gia chống sốt rét bằng thuốc trừ sâu DDT và kiểm soát vùng dịch. Trong tổng số 369 nhân viên, các vị trí chủ chốt tại CDC trước là chuyên gia về côn trùng. Trong những năm đầu hoạt động, CDC đã giúp phun thuốc cho hơn sáu triệu rưỡi hộ gia đình.
Người sáng lập của CDC là tiến sĩ Joseph Mountin tiếp tục vận động cho các vấn đề y tế công cộng và mở rộng trách nhiệm của CDC sang các bệnh truyền nhiễm. Năm 1947, CDC mua 61,000 m2 đấ với giá 10$ của đại học Emory trên đường Clifton ở Atlanta, hiện này là trụ sơ của CDC. Các nhân viên CDC đã góp tiền để thực hiện vụ mua bán rẻ này, đứng đằng sau là chủ tịch hãng Coca-Cola, ông Robert Woodruff. Woodruff đã rất quan tâm tới việc phòng ngừa sốt rét, điều từng là vấn đề lớn ở những nơi ông ta tới săn bắn.
Nhiệm vụ của CDC mở rộng ra ngoài, từ phòng chống sốt rét sang bệnh hoa liễu (ngày nay gọi là bệnh lây qua đường tình dục - STD) khi cơ quan phòng bệnh hoa liễu của Dịch vụ Y tế Công cộng Hoa Kỳ (United States Public Health Service) sáp nhập vào CDC năm 1957. Không lâu sau đó, Cơ quan kiểm soát lao cũng sáp nhập vào CDC từ PHS năm 1960, và sau đó, năm 1963, chương trình tiêm chủng được thành lập. Hiện nay CDC tập trung mở rộng sang các bệnh mạn tính, phòng chống chấn thương, an toàn lao động, sức khỏe môi trường, phòng chống khủng bố. CDC tiên phong trong mặt trận chống các bệnh và các nguy cơ sức khỏe, bao gồm cả khiếm khuyết di truyền, virus sông Nile, béo phì, cúm gà, E.coli, tai nạn xe hơi và khủng bố.
Tổ chức đổi tên thành Cơ quan kiểm soát dịch bệnh Hoa Kỳ vào năm 1970, khi Quốc hội yêu cầu thêm cụm "và phòng ngừa" vào tên gọi ngày 27 tháng 10 năm 1992, tuy nhiên Quốc hội yêu cầu giữ nguyên chữ viết tắt CDC để dễ nhận ra. Hiện nay CDC hoạt động dưới Bộ Y tế và Dịch vụ Nhân sinh Hoa Kỳ.
CDC chịu trách nhiệm một trong số các phòng thí nghiệm về an toàn Sinh Học cấp 4 trong nước, và một trong hai hố thiêu hủy mầm bệnh đậu mùa trên thế giới.

## Ngân sách và nhân lực
Ngân sách của CDC năm 2008 là 8,8 tỉ USD. Con số nhân viên hiện nay khoảng 15000. Các ngành trong CDC gồm có kỹ sư, chuyên gia côn trùng học, chuyên gia dịch tễ học, chuyên gia sinh học, bác sĩ, bác sĩ thú y, chuyên gia khoa học về hành vi, y tá, kỹ thuật viên y học, chuyên gia kinh tế, chuyên gia y tế công cộng, chuyên gia độc chất, nhà hóa học, chuyên gia máy tính và thống kê.
Bên cạnh trụ sở ở Atlanta, CDC có 10 trụ sở khác ở Hoa Kỳ và Puerto Rico. Những cơ sở khác gồm có Anchorage, Alaska; Cincinnati, Ohio; Fort Collins, Colorado; Hyattsville, Maryland; Morgantown, Tây Virginia; Pittsburgh, Pennsylvania; Research Triangle Park, Bắc Carolina; San Juan, Puerto Rico; Spokane, Washington; và Washington, D.C. Ngoài ra, cán bộ của CDC còn có trong các cơ quan y tế nhà nước và địa phương, kiểm soát y tế tại cửa khẩu biên giới và 45 quốc gia trên toàn thế giới.
Hơn một phần ba nhân viên của CDC là người thiểu số và dân tộc, nữ giới chiếm gần 60 phần trăm. Gần 40% có bằng thạc sĩ, 25% có bằng tiến sĩ và 10% có bằng bác sĩ. Tuổi trung bình nhân viên ở CDC là 46.

## Cơ cấu tổ chức
Ngày 21 tháng 4 năm 2005, giám đốc CDC, tiến sĩ Julie Gerberding đã công bố chính thức cơ cấu tái tổ chức của CDC nhằm "chống lại những mối đe dọa tới sức khỏe ở thế kỷ 10". Việc tái cơ cấu này đã đưa ra cơ cấu như sau:
Kể từ tháng 8 năm 2019, các CIO là:
- Giám đốc
  - Phó Giám đốc, bao gồm:
    - Phó Giám đốc - Dịch vụ Y tế Công cộng và Khoa học Thực hiện
      - Văn phòng dân tộc thiểu số và công bằng y tế
      - Trung tâm sức khỏe toàn cầu
      - Trung tâm chuẩn bị và ứng phó
      - Trung tâm hỗ trợ nhà nước, bộ lạc, địa phương và lãnh thổ

    - Phó Giám đốc - Khoa học và Giám sát Y tế Công cộng
      - Văn phòng Khoa học
      - Văn phòng Khoa học và An toàn Phòng thí nghiệm
      - Trung tâm giám sát, dịch tễ và dịch vụ phòng thí nghiệm
      - Trung tâm thống kê y tế quốc gia

    - Phó giám đốc - Bệnh không truyền nhiễm
      - Trung tâm quốc gia về khuyết tật bẩm sinh và khuyết tật phát triển
      - Trung tâm quốc gia về phòng chống bệnh mãn tính và tăng cường sức khỏe
      - Trung tâm Sức khỏe Môi trường Quốc gia và Cơ quan Đăng ký Chất độc và Đăng ký Bệnh
      - Trung tâm phòng chống thương tích quốc gia

    - Phó giám đốc - Bệnh truyền nhiễm
      - Trung tâm quốc gia về tiêm chủng và bệnh hô hấp
      - Trung tâm quốc gia về các bệnh truyền nhiễm mới nổi và bệnh Zoonotic (bao gồm Bộ phận Di cư và Kiểm dịch Toàn cầu, nơi ban hành các lệnh cách ly
      - Trung tâm quốc gia phòng chống HIV / AIDS, viêm gan virut, STD và phòng chống lao

    - Viện An toàn và Sức khỏe Nghề Nghiệp Quốc Gia

  - Văn phòng Giám đốc
    - Chánh văn phòng
    - Giám đốc điều hành
      - Phòng nhân sự
      - Phòng tài chính
      - Văn phòng Quản lý An toàn, An ninh và Tài sản
      - Văn phòng Giám đốc Thông tin

    - Giám đốc y tế
    - Văn phòng CDC Washington
    - Văn phòng cơ hội việc làm bình đẳng
    - Phó giám đốc - Truyền thông
    - Phó Giám đốc - Phòng thí nghiệm Khoa học và An toàn
    - Phó Giám đốc - Chính sách và Chiến lược

Văn phòng Chuẩn bị Y tế Công cộng đã được tạo ra trong các cuộc tấn công bệnh than năm 2001 ngay sau vụ tấn công khủng bố ngày 11 tháng 9 năm 2001. Mục đích của nó là phối hợp giữa chính phủ để đối phó với một loạt các mối đe dọa khủng bố sinh học.